# Control-Alt-Delete

多くのPC/AT互換機のQWERTY配列キーボードにおける {keypress

Control-Alt-Delete または Ctrl-Alt-Del（コントロール・オルト・デリート）とは、コンピュータキーボードのコマンドの一つで、コンピュータを再起動するときや、最近のほとんどのバージョンのMicrosoft WindowsでWindowsのセキュリティやタスクマネージャを呼び出すときに使用される。コントロールキー（Ctrlキー）とAltキーを押しながら、削除キー（Delキー）を押すことで実行される。
日本ではPC-9800シリーズの普及もあり、Alt を GRPH （グラフキー）に置き換えた、CTRL-GRPH-DEL という表現もされた。

## 起源
このキーストローク・コンビネーションは、オリジナルのIBM PCを設計したデビッド・ブラッドリーによって実装された。ブラッドリーは、コントロールキーとAltキーとEscキーの組み合わせでソフトリブートが実行されるように設計していた。
しかし、彼はキーボードの左側に手などをぶつけただけで簡単にこれらキーが同時に押されて、意図せずコンピュータが再起動してしまうことに気が付いた。そこで彼は、片手では同時に押せないよう、キーストローク・コンビネーションをコントロールキーとAltキーと削除キーに変更したのである（現在では102キーボードやマルトロンキーボードのような、片手でこれらキーを押すことができるものもある）。より進んだオペレーティングシステムでは、この状態を予約された組合せとして様々な目的に使用しているが、現在でも特定の環境や条件下ではソフトリブートが行われる。
ブラッドリーは、「私が Control-Alt-Delete を発明したかもしれない。しかし、ビル・ゲイツがそれを有名にした。」と語っている。ゲイツ自身は、「あれは失敗だった」、「IBMのキーボード設計者がMicrosoftのためにそういう（セキュア・アテンション・キー用の）ボタンを付けたがらなかった」と2013年に語っている。

## DOSやその他リアルモードで動作するシステム
パソコン上で動作するDOSやその他リアルモードで動作するシステムは、キーストローク・コンビネーションは、BIOS内のキーボード・ハンドリング・コードによって認識され、Intel 8086のNMI(Non-Maskable Interrupt)シグナル（極一部の例外を除いてソフトリブートされる）として扱われる。

## Windows

### DOSベースのWindows
Windows 3.0以前（スタンダードモードで起動されたWindows 3.1も含む）では、Control-⎇ Alt-Delete をするとMS-DOSと同様、再起動が行われる。386拡張モードで起動しているWindows 3.1、Windows 95、Windows 98、Windows Meでは、このキーボードストローク・コンビネーションは、Windowsキーボードデバイスドライバによって認識される。このとき、system.ini の [386Enh] の項の LocalReboot によって、Windowsは振る舞いを変える。
- LocalReboot=Off - ソフトウェア処理による再起動（ソフトリブート）が実行される。
- LocalReboot=On:
  - Windows 3.1は、ブルースクリーンを表示して、エンターキーを押して現在実行しているタスクを終了させるか、もう一度 Control-⎇ Alt-Delete を押してソフトリブートを実行するかを、ユーザーに選択させる。
  - Windows 95、Windows 98、Windows Meでは、現在実行中のプロセスの一覧を表示させ、これらプロセスを終了させ、応答がない場合は強制終了させることをユーザーに示す。もう一度 Control-⎇ Alt-Delete を押すと、ソフトリブートが実行される。

タスクやプロセスの強制終了は、例えばプログラムが無限ループに突入したときに役に立つ。理論的には、このキーストローク・コンビネーションを使用しても、ほかのプロセスは影響なく実行されなくてはならないが、Windows 3.1ではリソースやメモリのリークが発生する。そのようなバージョンのWindowsでは、プロセスの強制終了後、直ちに他のアプリケーションのデータを保存し、再起動を行うことが強く推奨されている。そのようなダメージは、リソーストラッキングによって、新しいDOSベースWindowsではほとんど発生しない。
DOSベースWindowsで Control-⎇ Alt-Delete を二回押すと、たとえWindowsがプロセスリストを表示していなくてもソフトリブートが行われる。これは、Control-⎇ Alt-Delete の組合せに対する応答を定義できるユーザーレベルのプログラムがないため、全てのスタックしたプロセスを飛び越えることをユーザーに許可するためである。

### Windows NT
Windows NTやその後継のWindows 2000、Windows XP、Windows Server 2003、Windows Vista、 Windows 7 、Windows Server 2008、Windows 8、Windows Server 2012、Windows 10では、このキーストローク・コンビネーションは、Winlogonプロセスによって認識され、以下のうちいずれかの振る舞いをする。
- 誰もログインしていない場合、ログイン画面を表示する。コンピュータのロックを解除する場合にも使う。
- NTドメインまたはActive Directoryのドメインに参加ないしは構成していたり、Windows 2000が起動している場合、「Windowsのセキュリティ」のダイアログが表示され、ユーザーはコンピュータをロックしたり、パスワードを変更したり、ログアウトしたり、コンピュータをシャットダウンしたり、タスクマネージャを起動することができる。Windows VistaやWindows Server 2008では、それらのドメインを起動しているいないに関わらず、デフォルトの振る舞いである。提示されるオプションは、グループポリシーを使用することによって制限できる。
- Windows XPで、ドメインに接続していない場合、
  - ようこその画面で高速ユーザー切り替えが有効の場合、クラシックログオンプロンプトを起動する。
  - ようこその画面で高速ユーザー切り替えが無効の場合、Windowsのセキュリティのダイアログが起動する。
- Windows Vista以降の場合、
  - セキュリティオプションを起動する。

Windows NTのような構成では、何らかの方法でセキュリティを弱めない限り、Winlogonプロセスしかこのキーストローク・コンビネーションの通知を受け取ることができない。これは、カーネルがWinlogonプロセスのプロセスIDを覚えていて、このプロセスにしか情報を通知しないからである。このように、このキーストローク・コンビネーションはセキュア・アテンション・キーとなっている。Windows NTでは、これをセキュア・アテンション・シーケンスと呼ぶ。ユーザーは Control-⎇ Alt-Delete を押すことで、これが第三者のプログラムではなく、本当にオペレーティングシステムが表示しているものだと判断でき、安心してパスワードを入力することができる。Windowsでこの組合せがセキュア・アテンション・キーに選ばれたのは、PCプラットフォームでこの目的のためにキーストロークの組合せを変更する合理的理由がなかったためである。
また、このキーストローク・コンビネーションは、Windows Server 2003以降でタスクマネージャを呼び出す信頼できる方法でもある。その他全てのキーストローク・コンビネーションはスタックしたプロセスに縛られる可能性があったが、ユーザープロセスが Control-⎇ Alt-Delete のシーケンスを妨害することはできない。しかし、これはWindowsグループポリシーで無効化できる。Windows NT 4.0以降の全てのNT系OSでは、Control-⎇ Alt-Delete の組合せがWindowsのセキュリティダイアログに割り当てられているときでも、Ctrl-⇧ Shift-Esc のキーストローク・コンビネーションでタスクマネージャが起動できる。
副作用として、ユーザーが電源や電源スイッチ、リセットスイッチに触れる手段がない場合、以前は Control-⎇ Alt-Delete を使うことで再起動することができたが、現在は、グループポリシーの設定を行うことで、一般ユーザーが勝手にコンピュータを再起動することができなくなった。

## OS/2
OS/2では、このキーボードストローク・コンビネーションは、OS/2のキーボードデバイスドライバによって認識され、セッションマネージャプロセスに通知される。OS/2バージョン2以降の通常のセッションマネージャプロセスでは、親ワークプレイス・シェル・プロセスが "The system is rebooting" とウィンドウに表示して、ソフトリブートが行われる。このとき、もう一度 Control-⎇ Alt-Delete を押すと、セッションマネージャプロセスを待たずに直ちにソフトリブートが実行される。
いずれのケースでも、システムはページキャッシュをフラッシュし、全てのディスクを綺麗にアンマウントする。しかし、全ての実行中のプロセスが綺麗に終了されるわけではない（ドキュメントは保存されない）。

## Linux
Linuxでは、キーボードストローク・コンビネーションはカーネルのキーボードデバイスドライバによって認識される。特に指示されていない場合（たいていはシステム初期化中の間）、カーネルはソフトリブートを開始する。より一般的には、カーネルは init プロセスにシグナルを送り、スクリプトを実行したり、「現在のセッションを終了します」と表示したりする。
多くのLinuxディストリビューションでは、init はシグナルを受けてランレベルを切り替えて、ソフトリブート実行する。なお、Linuxのシステムではキーボードストローク・コンビネーションを無視することもできる。設定は、たいてい inittab(5)設定ファイルのcaというキーワード下にある。

## Mac
macOSやClassic Mac OSで Control-⎇ Alt-Delete に対応するキーの組合せは、⌘ Command-⌥ Opt-Esc （コマンドキーとオプションキーを押しながらEscキー）である。これらを押すと強制終了ウィンドウが表示される。Macのノート型パソコンは、キーボード電源ボタンをサポートし、⌘ Command-Control-Power を押すと、システムをハードリブートする。macOSでは、Control-⌥ Option-Eject になっている。macOSでControl-Ejectの組合せは、ログアウト、スリープ、再起動、終了の選択をする画面になる。1980年代のアップルのマイコン（Apple IIやApple III）では、Control-Open-Apple Reset の組合せでソフトブートが始まる。

## Control-Alt-Deleteと大衆文化

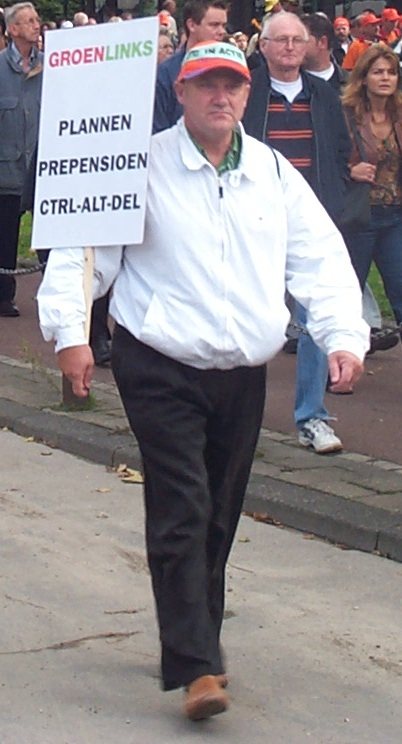
このオランダ人のデモ参加者は、Control-Alt-Delete を使って政府の方針を白紙に戻せと求めている。

コンピュータが普及したことで、Control-Alt-Delete は隠語としても使われるようになった。Control-Alt-Delete は、英語で dump（…を投げ捨てる）とか do away with（…を廃止する）という意味を持つ。

### 参照
1. “Windows 3.1 Resource Kit SYSTEM.INI 386ENH Section A-L”. Microsoft's KnowledgeBase article 83435. 2005年1月7日閲覧。
2. Linux manual pages for kill(2) and reboot(2).
3. Gary S. Terhune (11 January 2004). "Lost Ctrl-Alt-Del function on W98, 2nd". Newsgroup: microsoft.public.win98.gen_discussion. Usenet: uAIVMjC2DHA.2336@TK2MSFTNGP09.phx.gbl。 — a report of the effect of LocalReboot in Windows 95
4. Geoff Chappell (6 May 1998). "Is this possible?". Newsgroup: comp.os.ms-windows.programmer.vxd. Usenet: 6iouc1$dgh$2@reader1.reader.news.ozemail.net。 — a report of differences in LocalReboot between Windows 3.x and Windows 95